# Maxim Beljajew (Eishockeyspieler)
Maxim Wladimirowitsch Beljajew (russisch Максим Владимирович Беляев; * 24. August 1979 in Ust-Kamenogorsk, Kasachische SSR) ist ein kasachischer Eishockeyspieler, der seit Januar 2018 beim HK Ertis Pawlodar in der kasachischen Meisterschaft unter Vertrag steht.

## Karriere
Maxim Beljajew begann seine Karriere als Eishockeyspieler in seiner kasachischen Heimat bei Torpedo Ust-Kamenogorsk, für dessen Profimannschaft er zwischen 1998 und 2003 in der Wysschaja Liga, der zweiten russischen Spielklasse, aktiv war. Anschließend spielte der Angreifer zwei Jahre lang abwechselnd für Kasachmys Karaganda in der Wysschaja Liga, sowie der Kasachischen Meisterschaft, in der er 2005 Torschützenkönig und Topscorer war, ehe er von 2005 bis 2008 in der russischen Superliga für Salawat Julajew Ufa und den HK Lada Toljatti auf dem Eis stand.

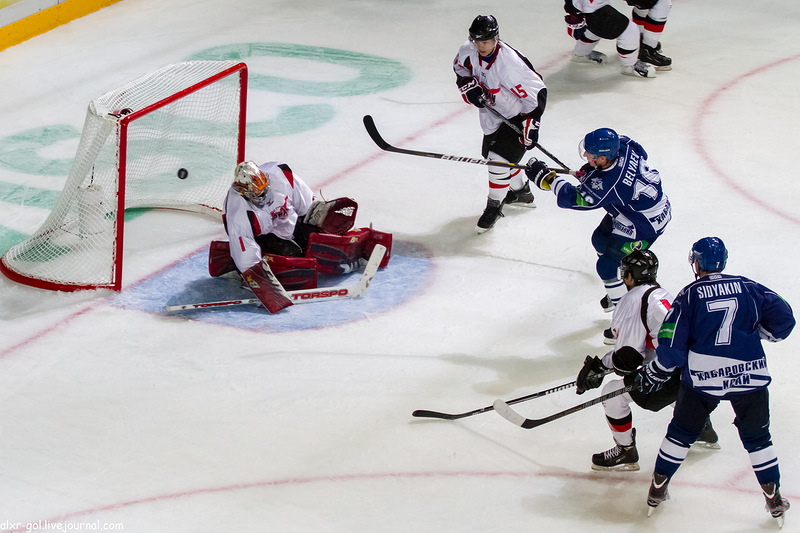
Maxim Beljajew (3. v.r.) erzielt in einem Testspiel ein Tor gegen Japan (2012)

Die Saison 2008/09 begann Beljajew erneut beim HK Lada Toljatti, der in der Zwischenzeit in die neu gegründete Kontinentale Hockey-Liga aufgenommen worden war. Im Laufe der Spielzeit bestritt er auch elf Spiele für den einzigen kasachischen KHL-Teilnehmer Barys Astana, ehe er für die Playoffs wieder zu Lada Toljatti zurückkehrte. Die folgende Spielzeit verbrachte der kasachische Nationalspieler bei seinem Ex-Klub Kaszink-Torpedo Ust-Kamenogorsk in der Wysschaja Liga. Daraufhin wurde er für die Saison 2010/11 vom russischen KHL-Aufsteiger HK Jugra Chanty-Mansijsk verpflichtet und absolvierte in den folgenden zwei Spieljahren 99 KHL-Partien für Jugra. Anschließend erhielt er einen Vertrag bei Amur Chabarowsk, kehrte aber nach nur 15 Einsätzen für Amur zum HK Jugra zurück. Nachdem er die Spielzeit 2013/14 bei seinem Stammverein aus Ust-Kamenogorsk in der Wysschaja Hockey-Liga verbracht hatte, spielte er im Folgejahr für den Ligakonkurrenten HK Rjasan. 2015/16 stand er beim HK Saryarka Karaganda unter Vertrag, der ebenfalls in der Wysschaja Hockey-Liga antritt. Anschließend ging es erneut zu Torpedo Ust-Kamenogorsk zurück. Im Januar 2018 schloss er sich dem HK Ertis Pawlodar aus der kasachischen Meisterschaft an.

### International
Für Kasachstan nahm Beljajew im Juniorenbereich an der U18-Meisterschaft Asiens und Ozeaniens 1997, als das Team die Silbermedaille gewann, sowie an den U20-A-Weltmeisterschaften 1998 und 1999 teil.
Im Seniorenbereich spielte er bei den Weltmeisterschaften der Division I 2008, 2009, 2011 und 2013 und der Top-Division 2006. Bei den Weltmeisterschaften 2009, 2011 und 2013 gelang ihm mit seinem Team jeweils als Gruppenerster in der Division I der Aufstieg in die Top-Division. Bei den Winter-Asienspielen 2011 gewann er mit der kasachischen Mannschaft durch einen 4:1-Erfolg im entscheidenden Spiel gegen Japan den Titel. Zudem vertrat er seine Farben beim Qualifikationsturnier für die Olympischen Winterspiele in Sotschi 2014.

## Erfolge und Auszeichnungen
- 1997 Silbermedaille bei der U18-Meisterschaft Asiens und Ozeaniens
- 2005 Torschützenkönig und Topscorer der kasachischen Eishockeymeisterschaft
- 2009 Aufstieg in die Top-Division bei der Weltmeisterschaft der Division I, Gruppe A
- 2011 Goldmedaille bei den Winter-Asienspielen
- 2011 Aufstieg in die Top-Division bei der Weltmeisterschaft der Division I, Gruppe B
- 2013 Aufstieg in die Top-Division bei der Weltmeisterschaft der Division I, Gruppe A

## Statistik
(Stand: Ende der Saison 2013/14)